# Zinaida Reich
Zinaida Nikoláyevna Reich (el apellido también escrito como Raikh o Raij; en ruso: Зинаида Николаевна Райх; 21 de juniojul./ 3 de julio de 1894greg. – 15 de julio de 1939) fue una actriz rusa y una de las principales estrellas del Meyerhold Theatre hasta que fue cerrado bajo Iósif Stalin.
Reich se casó con el poeta Serguéi Yesenin y tuvo dos hijos con él. Después de su divorcio, se casó con el director de teatro Vsévolod Meyerhold. En 1939 Meyerhold fue arrestada por la NKVD, y fue brutalmente apuñalada en su apartamento por agentes de la NKVD que organizaron un robo.

## Familia y primeros años

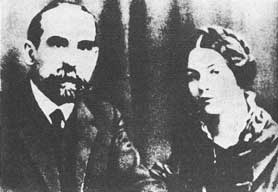
Zinaida Reich y su padre, Nikolay (August) Reich, 1917

Zinaida Nikoláyevna Reich nació en el pueblo de Blizhniye Melnitsy, cerca de Odesa.
Su madre era Anna Ivanovna Viktorova, una noble rusa y sobrina de un destacado lingüista y arqueólogo ruso, Alexey Viktorov. Su padre era de ascendencia alemana, August Reich, que trabajaba como marinero e ingeniero ferroviario. Para poder casarse con Anna, August Reich (originalmente católico romano) aceptó el cristianismo ortodoxo y fue bautizado como Nikolay Andreyevich Reich.
August Reich fue uno de los primeros socialdemócratas y había sido exiliado políticamente dos veces al norte de Rusia antes de conocer a Anna. Como continuó con su actividad, durante la Revolución rusa de 1905, la familia fue exiliada de Odesa a Bendery.
Zinaida Reich estudió en un gimnasio en Bendery, pero fue expulsada por sus actividades políticas antes de completar el octavo (y último) grado. Se matriculó en los Higher Education Courses for Women de Kiev y, en 1913, se convirtió en miembro del Partido Social-Revolucionario.
Trabajó como editora técnica para Delo Naroda (People's Cause), un periódico del Partido Socialista Revolucionario. Allí conoció al poeta Serguéi Yesenin, que en aquella época estaba influenciado por el partido. Yesenin se instaló en San Petersburgo en marzo de 1917.

## Matrimonio con Serguéi Yesenin

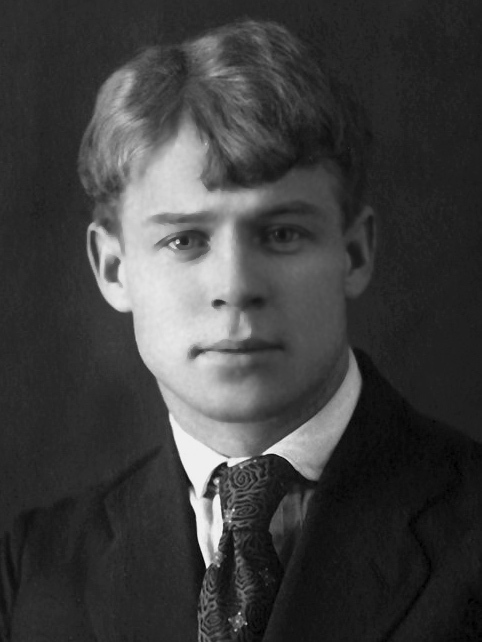
Serguéi Yesenin, 1922

En la primavera de 1917, Reich conoció a Serguéi Yesenin. Los jóvenes se enamoraron. Viajaron al Mar Blanco y al norte de Rusia y se casaron en la iglesia Kiriko-Ulitovskaya, cerca de Vólogda, el 4 de agosto de 1917. Después de la boda, la pareja se mudó a Oriol, donde vivían los padres de ella.
En septiembre de 1917, la pareja regresó a San Petersburgo, donde Reich trabajó para el People's Commissariat for Food (NarkomProd). En 1918, el Comisariado del Pueblo se trasladó a Moscú y la pareja hizo lo mismo. Como Zinaida estaba embarazada, se mudó con sus padres a Oriol, mientras que Yesenin continuó su carrera literaria en Moscú.
Reich regresó a Moscú cuando su hija, Tatiana, tenía un año, pero ella y Yesenin se pelearon. En febrero de 1920, Reich dio a luz a su hijo Konstantin, pero la pareja siguió viviendo separada. En aquella época, Reich vivía en un refugio para madres con bebés. El 5 de octubre de 1921, Zinaida Reich y Serguéi Yesenin se divorciaron oficialmente.

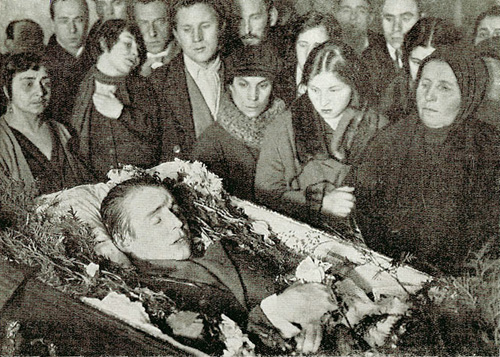
Serguéi Yesenin en su ataúd, 1925. La segunda mujer por la izquierda, con la mano levantada, es Zinaida Reich. Su segundo esposo, Vsévolod Meyerhold, está a su derecha, ligeramente detrás.

La historia de la pareja se conoce gracias a las memorias Novel without Lies (1926) (Роман без вранья), escritas por Anatoly Marienhof, amigo íntimo, compañero de habitación y supuestamente amante homosexual de Yesenin. Marienhof describió a Reich como una "mujer judía de mala muerte con labios carnosos y una cara redonda como un plato". Escribió que Yesenin supuestamente se enfadó cuando vio a su hijo de pelo negro, Konstantin. "Ningún Yesenin había tenido nunca el pelo negro", supuestamente dijo.
Reich tenía el pelo oscuro, que es genéticamente dominante sobre el pelo claro. Los historiadores han dudado de que la descripción que Marienhof hace de Reich sea precisa. Ella era de ascendencia germano-rusa y de fe ortodoxa rusa.

## Matrimonio con Meyerhold
Reich estudió en los State Experimental Theatre Workshops, dirigidos por el famoso director teatral Vsévolod Meyerhold. Meyerhold era 20 años mayor que ella; en ese momento llevaba 25 años casado con su esposa Olga y tenía tres hijas con ella. Terminó divorciándose, y Reich y Meyerhold se casaron en 1922.
Yesenin y Reich mantuvieron una relación después de su segundo matrimonio.[cita requerida] El poeta solía irrumpir en la casa de los Meyerhold exigiendo ver a su exmujer y a sus hijas. Reich y Yesenin se reunían en secreto en el apartamento de una amiga de ella. Yesenin se suicidó el 23 de diciembre de 1925.[cita requerida]

## Estrella del Meyerhold Theatre

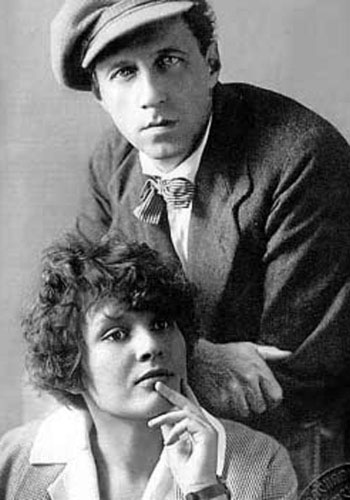
Vsévolod Meyerhold y Zinaida Reich

Reich trabajó como actriz y fue la estrella del Meyerhold Theatre desde 1923 hasta su muerte en 1939. Según el crítico teatral N. Volkov:
Las obras de Vsevolod Meyerhold de los años veinte y treinta no pueden entenderse sin Zinaida Reich... En todas sus producciones, Meyerhold construía 'puestas en escena' para destacar a Zinaida Reich... Si temía que Zinaida no pudiera desempeñar su papel, creaba 'puestas en escena' que le resultaran beneficiosas... Junto con Meyerhold, Reich recorrió su camino creativo: desde los experimentos en biomecánica hasta un psicologismo más profundo"..
No todo el mundo aceptó que una joven actriz sin experiencia se hubiera convertido en la estrella del famoso teatro. Según Anatoly Marienhof, cuando Meyerhold sugirió que convertiría a Reich en una gran actriz, Marienhof respondió que entonces también podría inventar las lámparas eléctricas. Marienhof escribió que no se necesitaba talento para convertirse en una actriz famosa – solo a Meyerhold como esposo y a idiotas como público. El actor Igor Ilyinsky estaba tan molesto porque Reich recibía todos los papeles principales que abandonó el Meyerhold Theatre. Más tarde, revisó su opinión sobre el talento interpretativo de ella y la apreció.

## Asesinato
A principios de la década de 1930, cuando Stalin reprimió todo el arte vanguardista y la experimentación, el gobierno declaró que la obra de Meyerhold era antagónica y ajena al pueblo soviético. Su teatro fue cerrado en enero de 1938. Konstantín Stanislavski, entonces director de un teatro de ópera (ahora conocido como Stanislavski and Nemirovich-Danchenko Moscow Academic Music Theatre), invitó a Meyerhold a dirigir su compañía.[cita requerida]
Stanislavski murió en agosto de 1938. Meyerhold dirigió su teatro durante casi un año, hasta que fue arrestado en Leningrado el 20 de junio de 1939. Veinticinco días después, su esposa Zinaida Reich fue encontrada moribunda en su apartamento de Moscú el 15 de julio de 1939.
Dos agresores desconocidos irrumpieron en el apartamento de Reich-Meyerhold durante la noche del 14–15 de julio. La apuñalaron 17 veces, incluso en los ojos. Murió por una grave pérdida de sangre a primera hora de la mañana siguiente, el 15 de julio. Reich había enviado a sus dos hijos fuera del apartamento esa noche y no se llevaron nada del apartamento. En general, se considera que el asesinato fue organizado por la NKVD.
Según Arkadiy Vaksberg, "Beria necesitaba esta farsa sádica" porque la actriz era extraordinariamente popular, independiente, franca y conocida por decir: "Si Stalin no entiende el arte, que le pregunte a Meyerhold, él se lo explicará".
Zinaida Reich fue enterrada en el cementerio de Vagánkovo, cerca de la tumba de su primer esposo, Serguéi Yesenin. Como Meyerhold fue ejecutado por la NKVD el 2 de febrero de 1940 tras una confesión obtenida bajo tortura, se desconoce el paradero de sus restos. Sus seguidores erigieron un monumento en su memoria en la tumba de Reich.
Su apartamento de Moscú fue entregado al chófer de Lavrentiy Beria, que acababa de convertirse en jefe de la NKVD. Desde el fin de la Unión Soviética, todo el apartamento ha sido restaurado. Ahora se mantiene y gestiona como el Meyerhold Museum.
La hija de Reich, Tatiana (1918–92), se convirtió en una escritora notable. Su hijo Konstantin (1920–86), se convirtió en periodista y en un destacado estadístico de fútbol.[cita requerida]